# Округ Мидланд (Мичиген)
Округ Мидланд (енгл. Midland County) је округ у америчкој савезној држави Мичиген.

## Демографија
По попису из 2010. године број становника је 83.629, што је 755 (0,9%) становника више него 2000. године.
| Група             | 2000.          | 2010.          |
| Белци             | 78.333 (94,5%) | 77.846 (93,1%) |
| Афроамериканци    | 868 (1,0%)     | 1.013 (1,2%)   |
| Азијати           | 1.233 (1,5%)   | 1.556 (1,9%)   |
| Хиспаноамериканци | 1.287 (1,6%)   | 1.704 (2,0%)   |
| Укупно            | 82.874         | 83.629         |